# Nishat Bagh

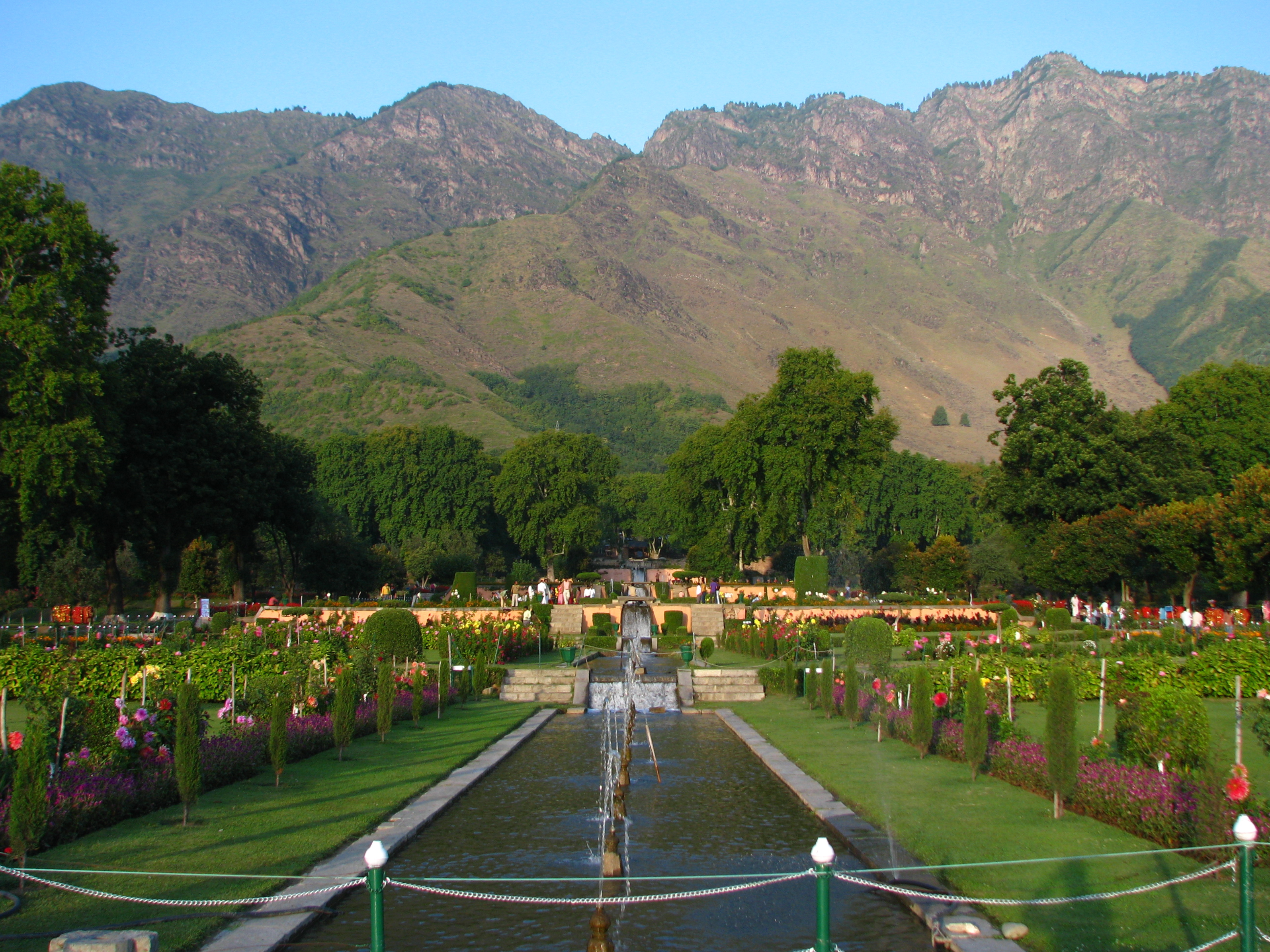
I giardini moghul del Nishat Bagh.

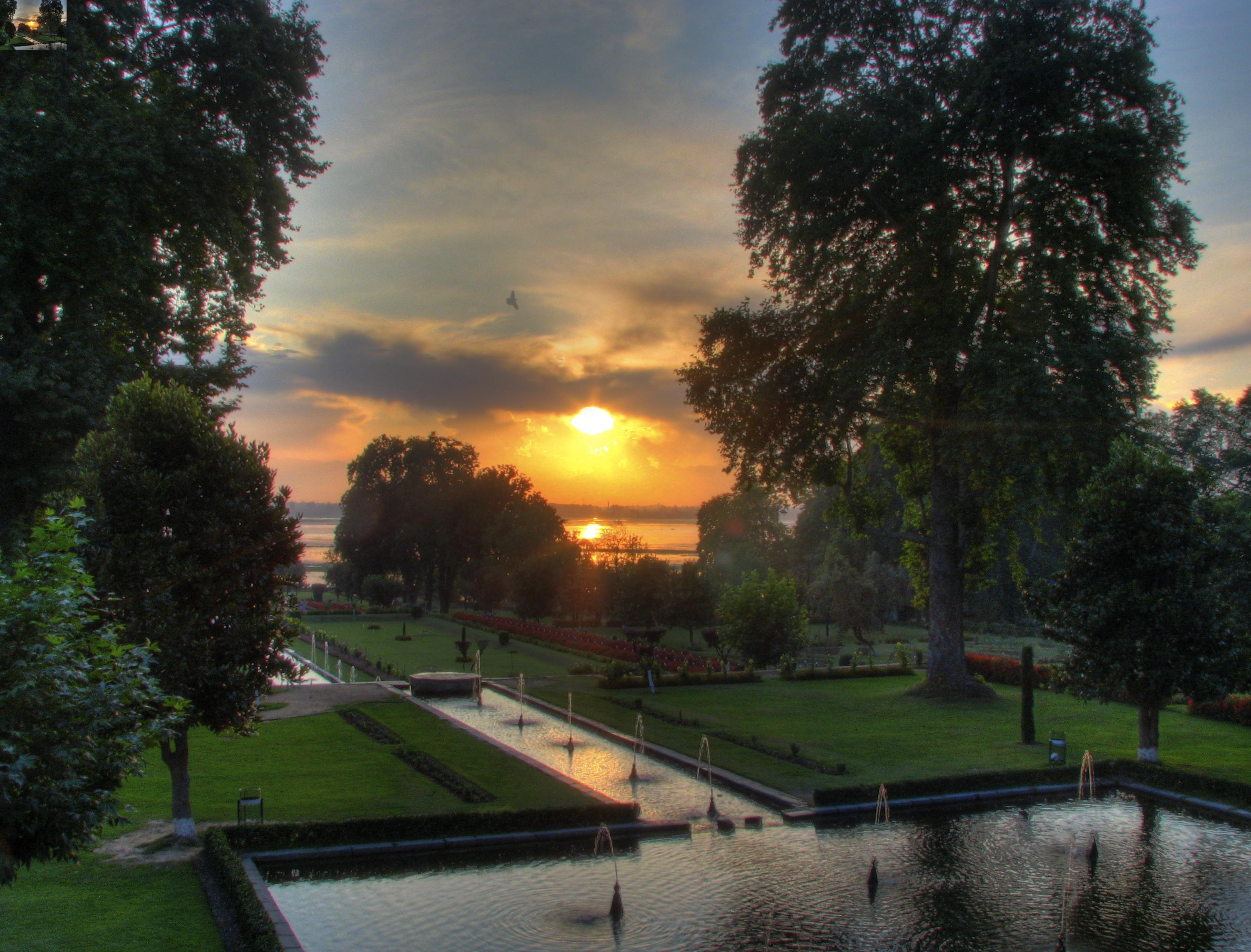
Il Nishat Bagh al tramonto.

I Giardini Nishat - o Nishat Bagh - sono giardini moghul presenti sulla sponda orientale del Lago Dal, nei pressi della città di Srinagar, nel Jammu e Kashmir, in India. Si tratta del secondo più esteso complesso di giardini della Vallata del Kashmir. Il primo è il vicino Shalimar Bagh, anch'esso realizzato sulle sponde del lago Dal. ‘Nishat Bagh’ è un termine urdu che significa "Giardino della Gioia", "Giardino della Letizia" e "Giardino della Delizia"

## Storia
Chiamato anche 'Giardino del Piacere', situato sulla riva del Lago Dal, con i monti Zabarwan come sfondo, Nishat Bagh è stato progettato e realizzato nel 1633 da Asif Khan, fratello maggiore dell'Imperatrice moghul Nur Jahan.
È diffuso un aneddoto riguardante la gelosia dell'Imperatore moghul Shah Jahan nei confronti di tale meraviglioso giardino: si narra che quando vide per la prima volta il giardino completato, l'imperatore iniziò a esprimere tutto il proprio apprezzamento per tale splendore e bellezza. Pare che abbia fatto i complimenti per tre volte ad Asif Khan, suo suocero, con la speranza che questi gliene facesse dono; ma visato che Asif Khan non propose alcunché, Shah Jahan, indispettito, ordinò di bloccare il rifornimento d'acqua al complesso, facendolo in breve seccare. Mentre Asif Khan, desolato, non tentò in alcun modo di sfidare l'ira del sovrano, un suo servo riuscì di nascosto a deviare parte delle acque che scorrevano nel vicino Shalimar Bagh per rifornire il giardino. Temendo la reazione di Shah Jahan, Asif tentò subito di bloccare questa deviazione delle acque, ma l'imperatore stesso, colpito dalla devozione del servitore verso il proprio padrone, non solo non punì la disobbedienza ma permise il pieno ripristino del giardino del suocero.

## Disposizione
Sebbene la realizzazione del Nishat Bagh sia basata sul modello concettuale del Chahar bagh (quattro giardini) persiano, questa è il frutto di una necessaria rielaborazione in virtù dell'ubicazione geografica e dalla disposizione delle fonti d'acqua del sito scelto, nel cuore della Vallata del Kashmir. In tale maniera la pianta, invece d'essere centrale con quattro bracci corrispondenti agli assi maggiori di un quadrato - come avviene nel tradizionale chahar bagh - è stata sviluppata in lunghezza, creando così un unico asse principale che segue il defluire delle acque in diretta conseguenza della pendenza della collina. Il complesso dei giardini del Nishat Bagh è dunque rettangolare, e si sviluppa per 548 metri in lunghezza e 338 in larghezza.

## Architettura
Nishat Bagh appare come una serie di terrazze - disposte lungo la direttrice est-ovest - attraversate da corsi di platani orientali e cipressi, che iniziano sulla riva del lago e risalgono fino ad una facciata artificiale costruita al termine della collina. Le terrazze sono simbolicamente dodici, così come i segni dello Zodiaco. Rispetto allo Shalimar Bagh, ripartito in quattro quadranti, il complesso di Nishat Bagh risulta diviso solamente in due sezioni: il giardino pubblico ed il giardino privato, all'interno del quale è presente lo Zenana. Tale differenza è principalmente dovuta al fatto che mentre lo Shalimar era un giardino dell'Imperatore, il Nishat apparteneva comunque a un uomo, seppur importante, facente solamente parte della corte.
Si riscontrano comunque alcune somiglianze tra i due vicini complessi, come la presenza di canali e terrazze in pietra lucida, così come la comunione della fonte che approvvigiona i due giardini. In tempi recenti, la terrazza inferiore è stata unita con la strada d'accesso. Vi sono alcuni antichi edifici risalenti all'epoca moghul nei dintorni del Bagh.
Il canale centrale, che corre attraverso tutto il giardino da cima a fondo, è largo 4 metri e profondo circa 20 centimetri. L'acqua scorre a cascata fino alla prima terrazza - attualmente unita alla strada - attraversando vasche a fontana. Lungo il canale sono installate panchine per permettere ai visitatori di sedersi e godere lo spettacolo creato dai giochi d'acqua.

## Le dodici terrazze

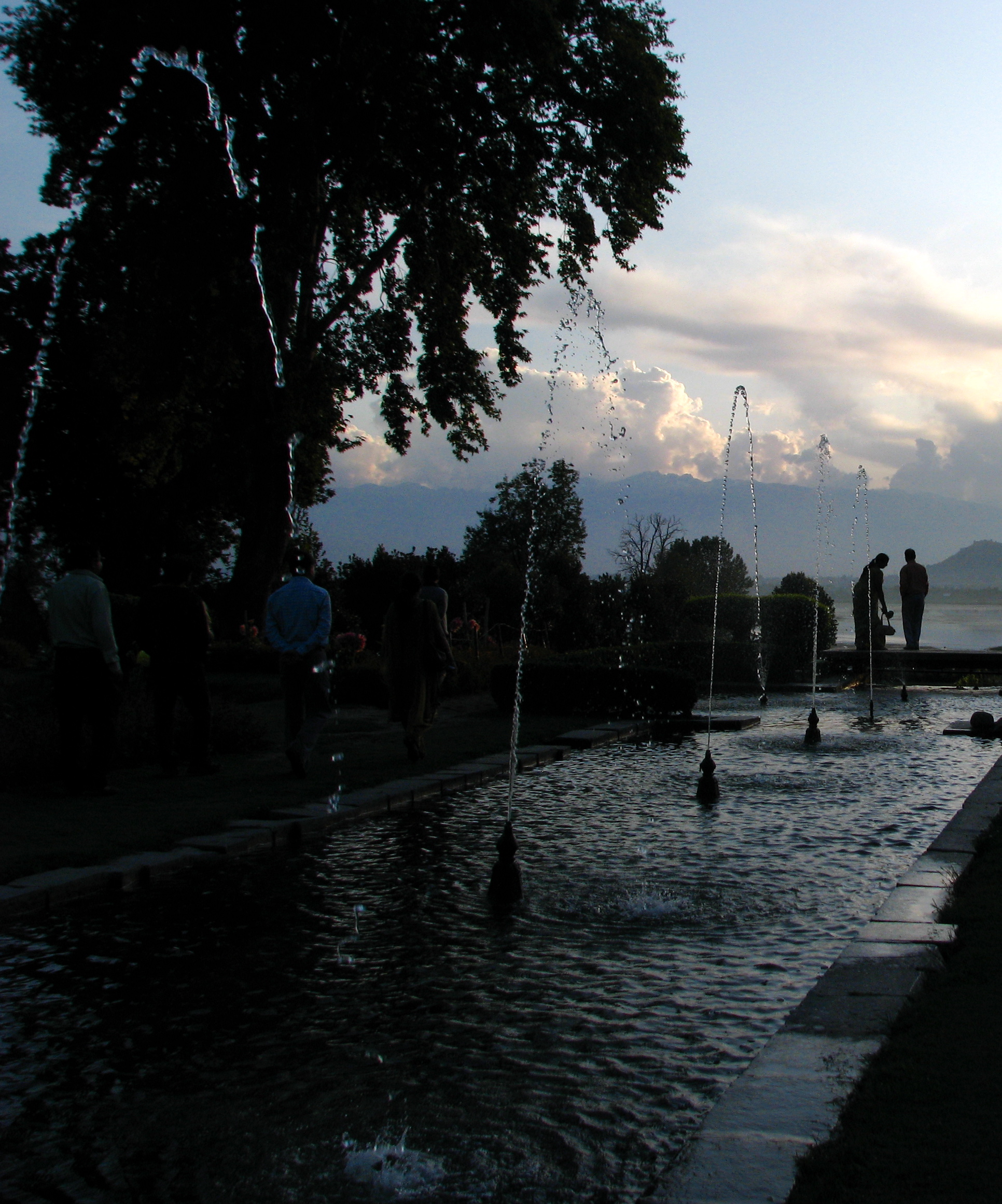
Zampilli in una vasca del Nishat Bagh

- La prima terrazza è una vasca di raccolta acque.
- La seconda terrazza è accessibile tramite una porta. Questa terrazza ha cinque fontane, alimentate dall'acqua che defluisce dalla terza terrazza.
- La terza terrazza ha una disposizione più complessa: il canale presenta cinque nicchie ad arco aperte sul fronte e nicchie simili anche ai lati. Un Baradari (padiglione), una struttura a due livelli, esistente ai tempi dell'originaria realizzazione, è stato ad oggi smantellato. Scale su entrambi i lati del canale, conducono alla terza terrazza; da qui, quattro gradini per lato del canale conducono sino alla quarta.
- La quarta terrazza è su due livelli: il canale d'acqua e una piscina quadrata. Sette gradini portano alla quinta terrazza.
- La quinta terrazza è caratterizzata da una panca di pietra che attraversa il canale per meglio poter apprezzare lo scenario. Si trova anche una vasca quadrata con cinque fontane.
- La sesta terrazza è ancora su due livelli, con cinque fontane e caratteristici motivi nella pavimentazione.
- La settima terrazza continua il motivo decorativo della precedente.
- L'ottava terrazza è costituita solamente da un canale d'acqua.
- La nona terrazza vede, al culmine di due scalinate, una panca ottagonale. La piscina di questo livello è animata da nove fontane.
- Le scale che conducono alla decima terrazza corrono lungo le mura di contenimento laterali, attraverso cui scorre il canale punteggiato da fontane.
- Percorsi scavati nella pietra conducono all'imponente undicesima terrazza, dotata di una piscina con ben venticinque fontane.
- La dodicesima terrazza ospita lo Zenana ed è coperta da un muro alto 5 metri, decorato ad arcate cieche. Solamente un arco all'interno di questa facciata cieca permette il passaggio alla terrazza. Due piccole torri ottagonali collocate al di sopra delle mura di contenimento laterali permetto di apprezzare la vista verso i livelli inferiori. Si trova anche un padiglione a due piani, circondato dalla lussureggiante vegetazione della terrazza.[1][5]

Tra tutte le terrazze, la seconda è considerata comunemente come la più imponente, date anche le ventitré nicchie ricavate dietro la cascata, dove, un tempo, venivano posizionate lampade per creare spettacoli d'acqua e luce notturni.